# Município de Washington (condado de Harrison, Ohio)
O município de Washington (em inglês: Washington Township) é um município localizado no condado de Harrison no estado estadounidense de Ohio. No ano de 2010 tinha uma população de 638 habitantes e uma densidade populacional de 7,79 pessoas por km².

## Geografia
O município de Washington encontra-se localizado nas coordenadas 40° 15′ 51″ N, 81° 15′ 48″ O. Segundo a Departamento do Censo dos Estados Unidos, o município tem uma superfície total de 81.93 km², da qual 78,55 km² correspondem a terra firme e (4,13 %) 3,39 km² é água.

## Demografia
Segundo o censo de 2010, tinha 638 pessoas residindo no município de Washington. A densidade populacional era de 7,79 hab./km². Dos 638 habitantes, o município de Washington estava composto pelo 98,9 % brancos, o 0,31 % eram afroamericanos e o 0,78 % eram de uma mistura de raças. Do total da população o 0 % eram hispanos ou latinos de qualquer raça.